# Покровский, Александр Иванович
Алекса́ндр Ива́нович Покро́вский (2 (14) августа 1873, Московская губерния — 1940, Киев) — российский богослов, деятель обновленческого движения.

## Биография
Родился в семье сельского учителя, позднее ставшего учителем-воспитателем школ Московского воспитательного дома.
Окончил Звенигородское духовное училище (1887), Вифанскую духовную семинарию (1893) и, Московскую духовную академию со степенью кандидата богословия, профессорский стипендиат(1897).
В 1898—1902 годах был помощником инспектора Московской духовной академии.
В июне 1899 года защитил магистерскую диссертацию «Библейское учение о первобытной религии. Опыт библейско-апологетического исследования»; сочинение удостоено в 1901 году второй премии митрополита Макария.
В 1902—1906 годах преподавал библейскую и общецерковную историю в Московской духовной семинарии; одновременно с 1904 года приват-доцент Московского университета.
С 1906 года доцент Московской духовной академии; с 1907 года экстраординарный профессор по кафедре библейской истории и редактор академического журнала «Богословский вестник», коллежский советник. В 1909 году был уволен из академии по решению Святейшего Синода за либеральные взгляды. До 1916 года преподавал в Московском университете, в Московском коммерческом училище и на Высших женских юридических курсах В. А. Полторацкой. С 1911 года секретарь Комиссии по церковному праву при Московском юридическом обществе.
Представил в качестве докторской диссертации книгу «Соборы древней церкви эпохи первых трёх веков» (Сергиев Посад, 1914). На защите в Московской духовной академии в 1916 году диссертация была подвергнута резкой критике профессором А. И. Алмазовым как противоцерковная и научно-субъективная; резко негативную позицию занял и ректор академии епископ Феодор (Поздеевский). В результате Святейший Синод не утвердил решение академии. А. И. Покровский стал доктором богословия только в августе 1917 года, когда право окончательного решения вопроса о присуждении учёных степеней было передано духовным академиям.
С ноября 1916 года исправлял должность экстраординарного профессора по кафедре церковного права на юридическом факультете Новороссийского университета в Одессе.
В 1917 году был восстановлен в составе Московской духовной академии сверх штата решением совета академии; товарищ председателя Всероссийского съезда духовенства и мирян; работал в II, III и VIII отделах Предсоборного совета.
В 1917—1918 годах был членом Поместного собора Православной Российской Церкви, участвовал в 1-й сессии, член II, III, VI, XX, XXI отделов; высказался за включение мирян в число кандидатов в Патриархи.
В 1918 году консультант Министерства исповеданий Украинской Народной Республики.
В 1920—1922 годах профессор юридического факультета Одесского института гуманитарно-общественных наук; в 1922—1928 годах — Одесского института народного хозяйства. В 1923—1924 годах научный сотрудник Одесского губернского архивного управления.
С 1922 года уполномоченный обновленческого ВЦУ по Одесской епархии, с 1923 года член Всеукраинских ВЦУ (с 1925 года и Синода). В 1923 году делегат Обновленческого собора в Москве, кандидат в члены Высшего церковного совета и член Священного Синода. В 1924 году участвовал в обновленческом Украинском предсоборном совещании, на котором выступил против патриаршества. В 1925 году участвовал во втором обновленческом соборе в Москве, член пленума обновленческого Синода.
В 1930-е годы безработный.

## Научная деятельность и личные качества
В своих трудах критиковал позитивистскую теорию прогресса, теорию эволюционного развития религий от политеистических верований к монотеистическим религиям а также о постепенной замене религии научным знанием. Полагал, что люди в первобытном обществе верили в единого Бога, но затем стали исповедовать язычество. Полагал, что моральные нормы и культ библейского учения Ветхого Завета являлись религиозной основой для всех первобытных культур. Считал, что значительную роль в библеистике должно играть востоковедение.
По мнению протодиакона Сергия Голубцова, профессор Покровский перешёл к обновленцам, «возмущённый произволом епископа Феодора, который для него олицетворял монашеский епископат». Он же в своей книге о профессорах и сотрудниках Московской духовной академии утверждал, что «в памяти его знавших (церковный композитор Н. Г. Вирановский и другие одесситы), А. И. Покровский остался как учёный широких познаний, человек твёрдых и прямых убеждений, и христианин, преданный интересам Церкви».